# 新工街道 (盘锦市)
新工街道，是中华人民共和国辽宁省盘锦市兴隆台区下辖的一个乡镇级行政单位。

## 行政区划
新工街道下辖以下地区：
盘化社区、化校社区、石化社区、化建社区、热电社区和东合社区。